# Desmidorchis awdelianus
Desmidorchis awdelianus är en oleanderväxtart som först beskrevs av Albert Deflers, och fick sitt nu gällande namn av Meve och Liede. Desmidorchis awdelianus ingår i släktet Desmidorchis och familjen oleanderväxter. Inga underarter finns listade i Catalogue of Life.